# Artal I de Pallars Sobirá
Artal I de Pallars Sobirá ( ? - 1081 ) fue conde de Pallars Sobirá (1049-1081).

## Orígenes familiares
Era hijo del conde Guillermo II de Pallars Sobirá y de Estefanía de Urgel.

## Ascenso al poder
Ascendió a la dignidad condal del Pallars Sobirá a la muerte de su hermano mayor Bernardo II de Pallars Sobirá.
Los hechos más destacados del gobierno de Artal I fueron las batallas que sostuvo con su primo hermano Ramón IV, en continuados ataques contra las tierras del condado de Pallars Jussá.
Murió excomulgado en 1081 y fue sucedido por su hijo mayor Artal II de Pallars Sobirá.

## Nupcias y descendencia
Se casó antes de 1049 con una doncella llamada Constanza. De esta unión nacieron:
- Artal (m. 1124), conde de Pallars Sobirá
- San Odón de Urgel (m. 1122), obispo de Urgel
- Guillermo de Pallars Sobirá

En 1058 contrajo matrimonio con Lucía de la Marca, hija del conde Bernardo I de la Marca y hermana de Almodis, condesa consorte de Barcelona por su boda con Ramón Berenguer I. Fueron padres de:
- Lucía de Pallars Sobirá, esposa del conde Armengol IV de Urgel[2]
- María o Mayor de Pallars Sobirá, casada con Lope Garcés Peregrino, señor de Alagón